# Jalal al-Din al-Dawani
Jalal al-Din al-Dawani (1427-1502) est un philosophe et un théologien persan du XVe siècle. 

## Biographie
Il revendiquait le nom de Jalal al-Din al-Dawani as-Sidiqqi car il se disait descendant d'Abu Bakr as-Siddiq, le premier calife de l'islam,.
Il est originaire de Dawān, près de Kazirun, où son père, un ancien élève d'al-Jurjani, était qadi et l'a initié aux sciences religieuses. Il a également pour maîtres deux disciples d'al-Jurjani.  À Chiraz, il complète son parcours auprès de Safi al-din al-Iji (m. 1450) et al-Jili al-Kirmani. Puis il est nommé sadr - chef de l'administration religieuse - mais il ne reste pas longtemps à ce poste et se consacre à l'enseignement.
Il fréquente les cercles sufis. En théologie, il est de l'école acharite,.
Une de ses premières œuvres, intitulée Al-Tahliliyya, est un commentaire de la formule « il n'y a pas d'autre divinité que Dieu ». Il a écrit un Charḥ al-‘aqā’id al-‘aḍudiyya, commentaire d'un traité d'Aḍud al-din al-Iji, achevé vers 1500, qui a à son tour fera l'objet d'un commentaire par Muhammad 'Abduh. Il est aussi l'auteur de Lawami' al-ishraq fi makarim al-akhlaq ou Akhlaq i-Jalali, écrit en persan vers 1474. Il a écrit de nombreux livres de théologie, philosophie, éthique, logique, usul al-fiqh...
Il s'est souvent opposé, dans des controverses, à Sadr al-Din al-Dashtaqi (en),.